# موورگه
موورگه (به آلمانی: Moorrege) یک شهر در آلمان است که در Pinneberg واقع شده‌است. موورگه ۴٬۰۴۹ نفر جمعیت دارد.